# Konferenz der Sächsischen Studentenräte
Die Konferenz der Sächsischen Studentenräte (KSS), die sich Konferenz Sächsischer Studierendenschaften nennt, ist der Zusammenschluss aller Studentenräte der staatlichen sächsischen Hochschulen gemäß § 29 SächsHSFG.
Die KSS nimmt auf Landesebene Stellung im Interesse der Studierendenschaften ein und ist somit Ansprechpartnerin für die sächsische Staatsregierung, insbesondere für das Staatsministerium für Wissenschaft, Kultur und Tourismus, aber auch für andere landesweite Verbände. Sie ist gemäß § 28 SächsHSFG zu allen Gesetzesvorhaben und Rechtsverordnungen, die die Hochschulen berühren, zu hören.
Die KSS hat 14 gesetzliche und gemäß ihrer Geschäftsordnung weitere Mitglieder. Entscheidungsorgan der KSS ist der Landessprecher*innenrat. Grundlage der Arbeit der KSS sind ihre Geschäftsordnung und ihre Finanzvereinbarung.
Die KSS ist eine Plattform des Austausches und der Koordinierung für die Aktivitäten der sächsischen Studierendenräte. Sie hält Kontakt und bildet ein Netzwerk mit den Studierendenvertretungen anderer Bundesländer sowie bundesweiter Zusammenschlüsse. Außerdem ist sie Mitglied im Aktionsbündnis gegen Studiengebühren und eine der tragenden Organisationen des studentischen Akkreditierungspools.

## Mitglieder der KSS
Die Mitglieder der KSS sind mindestens alle Studentenräte der Hochschulen gemäß § 1 SächsHSFG:
- Hochschule für Bildende Künste Dresden
- Hochschule für Grafik und Buchkunst Leipzig
- Hochschule für Musik Dresden
- Hochschule für Musik und Theater Leipzig
- Hochschule für Technik, Wirtschaft und Kultur Leipzig
- Hochschule für Technik und Wirtschaft Dresden
- Hochschule Mittweida
- Hochschule Zittau/Görlitz
- Palucca Hochschule für Tanz Dresden
- Technische Universität Bergakademie Freiberg
- Technische Universität Chemnitz
- Technische Universität Dresden
- Universität Leipzig
- Westsächsische Hochschule Zwickau

Darüber hinaus bestehen Kooperationen mit den Studierendenvertretungen folgender Hochschulen:
- Evangelische Hochschule für Soziale Arbeit Dresden
- Evangelische Hochschule Moritzburg
- Berufsakademie Sachsen

Die Mitglieder sind die zentralen Organe der einzelnen Studierendenschaften. Sie sind daher alle Organe einer Teilkörperschaft des öffentlichen Rechts mit dem Recht der Selbstverwaltung. Im Gegensatz dazu, besitzt die KSS selbst jedoch keine Rechtsfähigkeit.

## Landessprecher*innenrat
Der Landessprecher*innenrat (kurz LSR) ist das Vertretungsorgan der KSS. Gemäß der Geschäftsordnung, die der Zustimmung von mindestens zwei Dritteln der Mitglieder bedarf, ergibt sich eine Zusammensetzung aus mindestens 28 Sitzen für die Vertreter der Mitglieder der Hochschulen. Er tagt in der Regel einmal monatlich, jeweils an unterschiedlichen Hochschulstandorten.

## Ämter
Zwei Sprecher, die die Geschäftsordnung vorsieht, werden durch den LSR gewählt.
Des Weiteren gibt es Beauftragungen, Referenten aufgrund der Beschlüsse des LSR. Kontinuierlichen Aufgaben werden durch die Vergabe von Beauftragung für den Bereich Koordination und  Öffentlichkeitsarbeit erfüllt. Basierend auf der Finanzvereinbarung gibt es eine Beauftragung zur Verantwortlichkeit zu den Finanzen. Es kann aber auch andere Beauftragte, etwa für bestimmte Projekte, geben.
Momentan gibt es auf Beschluss des LSR, neben den Sprechern, folgende Ämter:
- ein Beauftragung für Öffentlichkeitsarbeit
- ein Beauftragung Koordination
- ein Beauftragung Finanzen
- zwei Referenten für Hochschulpolitik
- ein Referent Lehre und Studium
- ein Referent Soziales
- ein Referent Lehramt
- ein Referent Mobilität
- ein Referent Inklusion
- ein Referent für ausländische Studierende
- ein Referent für Ökologie
- ein Referent für Mobilität
- ein Referent für studentische Beschäftigte

Die einjährige Amtszeit der Amtsträger beginnt jeweils am 1. April jedes Jahres. Zur Unterstützung ihrer Arbeit kann die KSS gemäß § 13 der Geschäftsordnung Ausschüsse bilden.

## Sprecher der KSS
- seit 01.04.2025: vakant
- 01.04.2024 – 31.03.2025: Paul Steinbrecher
- 01.04.2023 – 31.03.2024: Paul Steinbrecher und Ludwig Firkert
- 01.04.2022 – 31.03.2023: Sabine Giese und Uta Lemke
- 01.04.2021 – 31.03.2022: Sabine Giese und Paul Senf
- 01.04.2020 – 31.03.2021: Paul Senf und Lukas Eichinger
- 01.04.2019 – 31.03.2020: Nico Zech und Lasse Emcken